# Wir schalten um auf Hollywood
Wir schalten um auf Hollywood (conocida en Argentina como Hollywood en Revista 1931) es una película de comedia y musical de 1931, dirigida por Frank Reicher, escrita por Paul Morgan, en la fotografía estuvo Ray Binger y los protagonistas son Paul Morgan, Buster Keaton y Adolphe Menjou, entre otros. El filme fue realizado por Metro-Goldwyn-Mayer (MGM), se estrenó el 9 de junio de 1931.

## Sinopsis
Un periodista alemán va a Hollywood, lo acompaña por el MGM Studio un coterráneo que hace de extra. Conocen a unos cuantos actores, especialmente a Buster Keaton, John Gilbert, Joan Crawford y Heinrich George.